# Mainframe

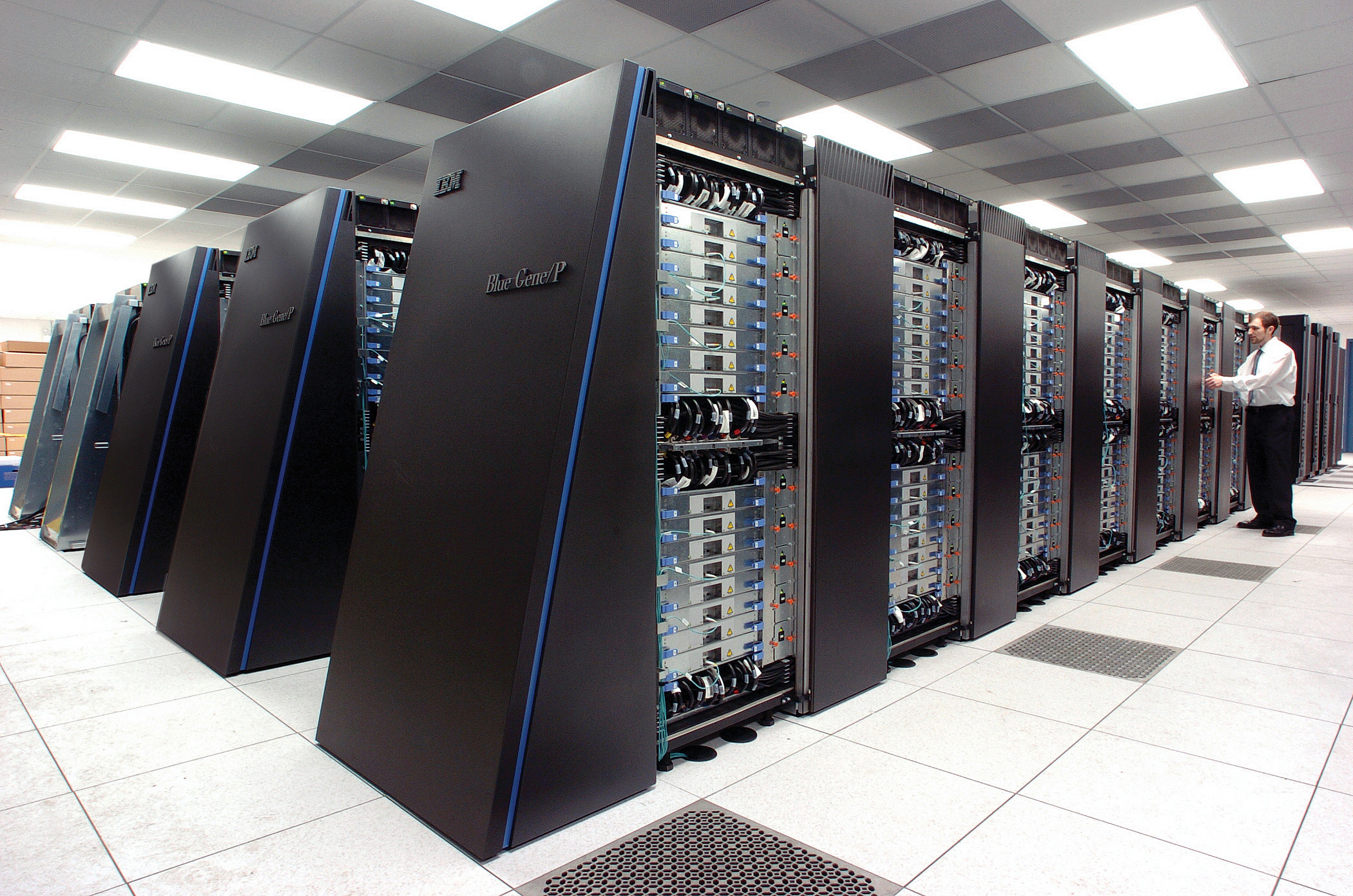
IBM Blue Gene/P.

Mainframe-urile, cuvânt englez care se pronunță /'mein.freim/ (v. AFI), sunt calculatoare mari și scumpe folosite de instituții guvernamentale și companii mari pentru procesarea de date importante pe domeniile: statistică, recensăminte, cercetare și dezvoltare, proiectare, prognoză, planificarea producției, tranzacții financiare ș.a. Încă nu există un cuvânt românesc corespunzător. Deseori mainframe-urile sunt numite, cu o nuanță ironică, big iron (engl.: „marele fier”). Mainframe s-ar putea traduce cu "cadru sau dulap principal", ceea ce provine de la aspectul exterior al primelor mainframe-uri - ele arătau ca dulapuri mari de metal. Cu scurgerea timpului tehnologiile de fabricație s-au dezvoltat enorm, mărimea fizică a mainframe-urilor a mai scăzut, iar viteza lor de calcul a crescut foarte mult. 

## Proprietăți
În ziua de azi prin mainframe se înțelege în primul rând un calculator mare compatibil cu modelele de tip IBM System/360, care au apărut pe piață în anul 1965. Actualmente (2010) cel mai modern model de la compania IBM se numește System z10.
Arhitectura internă a calculatoarelor de tip mainframe este de obicei de tip von Neumann.
Pe lângă aceste mainframe-uri de la IBM mai sunt considerate drept mainframe-uri și calculatoarele actuale de tip:
- Fujitsu-Siemens: Nova, compatibil cu IBM System z9
- Groupe Bull: DPS
- Hewlett-Packard: NonStop (provenite inițial de la firma Tandem)
- Hitachi: modele compatibile cu IBM System z9
- Platform Solutions Inc. (PSI): modele compatibile cu IBM System z9
- Unisys: ClearPath

În afară de acestea au mai existat multe alte modele de la alți producători, care azi nu mai există sau nu mai produc mainframe-uri, ca de exemplu de la firmele: Amdahl, Burroughs, Comparex, Control Data, General Electric, Honeywell, NCR, NEC, NT&T, Oki, RCA, Sperry, Telefunken, Univac, precum și cele ale unor țări din Tratatul de la Varșovia, inclusiv România, care au copiat mainframe-uri de la IBM în mod ilegal.
Deși inventată de acum peste 40 de ani, tehnologia mainframe-urilor continuă să evolueze mai departe, pentru a satisface necesitățile zilelor noastre. Ca exemplu, mainframe-urile actuale pot oferi și ele servicii de tip "server" (servere multiple virtuale), inclusiv servere web extrem de rapide. 
Piața mondială de mainframe-uri a fost în 2009 de aprox. 8,5 miliarde euro, din care 3 miliarde euro în Europa.

## Computere care nu suntmainframe-uri
Prin contrast, următoarele tipuri de computere nu sunt considerate mainframe-uri:
- supercomputerele,
- computerele de prelucrat vectorii
- minicomputerele și microcomputerele (de exemplu serverele de la firmele IBM, SGI, Sun Microsystems și multe altele)
- computerele personale (cum sunt cele de la Apple plus toate PC-urile de la Acer, Asus, Dell, Fujitsu-Siemens, Hewlett-Packard, Lenovo, Medion, MSI, Packard Bell, Samsung, Sony, Toshiba și multe altele)
- Apple iPad, toate PDA-urile și smartphone-urile